# اکریکیم آجیومور
اکریکیم آجیومور (به انگلیسی: Ekerekeme Agiomor؛ زادهٔ ۱۶ دسامبر ۱۹۹۴) یک کشتی‌گیر آزاد‌کار اهل نیجریه است. المپیک ۲۰۲۰ توکیو